# Rodina
Rodina (in russo Всероссийская политическая партия «Родина»?, Vserossijskaja Političeskaja Partija «Rodina», letteralmente Partito Politico Pan-Russo "Madrepatria") è un partito politico di destra radicale populista russo.

## Storia

### Nascita e primi sviluppi
Rodina era una coalizione di circa trenta gruppi nazionalisti e di socialisti democratici che venne fondata, tra gli altri, da Dmitrij Rogozin, Sergej Glaz'ev e Sergej Baburin nel 2003.
Alle elezioni politiche nazionali del 2003, Rodina riuscì ad ottenere il 9,2% dei voti, conquistando 37 su 450 seggi, erodendo i consensi del Partito Comunista della Federazione Russa (KPFR). I comunisti accusarono Rodina di essere stata creata sotto pressione del presidente Vladimir Putin per drenare voti al KPFR. La situazione cambiò dopo la riforma dei benefit sociali, che suscitò una forte resistenza tra la popolazione e vide Rodina criticare apertamente Putin, che pur sosteneva. Dmitrij Rogozin, segretario del partito, impresse una forte svolta al partito, assumendo toni al limite della xenofobia e schierandosi in modo sempre più netto anche contro Putin. Nel 2005 Rodina, accusata d'istigazione all'odio razziale, fu esclusa dalle elezioni amministrative locali: come conseguenza Dmitrij Rogozin dovette dimettersi e lasciare il proprio posto di dirigente a Aleksandr Babakov. Con Babakov, Rodina si riavvicinò a Putin ed abbandonò i toni estremisti.

### Divisioni interne e scissioni
Alle presidenziali del 2004, Rodina rinunciò a presentare un proprio candidato in alternativa a Putin. Ciò creò uno spaccatura interna. Sergej Glaz'ev, decise di candidarsi quale indipendente con un programma fortemente improntato sul sociale, sulla lotta alla criminalità organizzata e sul ridimensionamento dei cosiddetti oligarchi. Glaz'ev ottenne il 4,1% dei consensi, piazzandosi terzo dietro il vincitore Putin e Nikolaj Charitonov, candidato del Partito Agrario di Russia e del Partito Comunista della Federazione Russa.
Nel 2005 la protesta contro la riforma dei benefit sociali, determinò la fuoriuscita dal partito di Sergej Baburin, che diede vita a Narodnaja Volja. Rogozin, invece, si riconciliò con Glaz'ev in funzione anti-Putin.
Nel 2007 è toccato a Rogozin, in polemica con la nuova dirigenza di Aleksandr Babakov, uscire da Rodina (seguito da un solo deputato, Andrej Savel'ev) per fondersi col Movimento contro l'immigrazione illegale di Aleksandr Belov nella nuova formazione Velikaja Rossija ("Grande Russia").

### Russia Giusta
Nel 2006 Rodina, guidata da Babakov, si fuse con il Partito Russo della Vita ed il Partito Russo dei Pensionati in una nuova formazione politica, denominata Spravedlivaja Rossija (Russia Giusta).
Nel settembre 2012 il partito fu rifondato e, presentatosi alle elezioni parlamentari del 2016, ottenne un solo seggio. Alle elezioni presidenziali del 2018 ha appoggiato il presidente uscente Vladimir Putin.

## Loghi

2005-2006
Dal 2006
Dal 2016

## Risultati elettorali
| Elezione          | Voti    | %    | Seggi   | Posizione   |
| ----------------- | ------- | ---- | ------- | ----------- |
| Parlamentari 2016 | 792.226 | 1,51 | 1 / 450 | Maggioranza |
| Parlamentari 2021 | 450.449 | 0,80 | 1 / 450 | Maggioranza |